# 니그로 문제에 관한 특별 담화문
니그로 문제에 관한 특별 담화문 ( Occasional Discourse on the Negro Question ) 은 스코틀랜드 출신의 수필가이며 역사학자인 토머스 칼라일이 1849년에 익명으로 ' 런던의 도시와 농촌을 위한 프레이져 잡지'에 기고한 글이다. 이 글로 인해 칼라일과 존 스튜어트 밀과 논쟁이 점화되었다. 이 기고문에서 "우울한 학문"이란 용어가 소개되었다. 그는 1807년에 영국에서 있었던 노예 무역 폐지, 1833년에 노예제도 폐지된 것에 반대하며, 미국, 쿠바, 브라질에서는 그 때까지도 노예제도가 아직 합법화인 것을 예로 삼았다.

## 나태함이 문제
그는 서인도 제도와 같은 식민지에서 경제 회복이 되지 않는 이유에 대하여 노동할 사람이 없는 것이 아니라, 그들의 게으름이 문제라고 지적하였다. 즉, 노예들에게 자유를 허용하면, 풍요로운 자연조건 아래서 너무나 쉽게 생활에 만족한 나머지 한 움큼의 식량만 있으며 더 이상 노동하지 않는다는 것이다. 그는 대안으로 노예들이 "현명하게 태어난 백인들"에게 하인으로 들어가 일을 하여 "강제" 받도록 하도록 주장하였다. 그는 신의 섭리에 따라 일하는 존재로 태어난 이들이라면 반드시 일을 해야 하고, 그들이 열심히 일을 하기 위해서 현명한 백인의 지도를 받아야 한다고 주장하였다.

## 밀의 반박
밀은 칼라일이 말한 신의 섭리가 '강자들의 섭리'라고 지적하였다. 그는 인류의 위대한 선생들은 그러한 섭리에 맞서 싸운 사람들이라고 지적하였다. 그는 인종간의 위계란 존재하지 않다고 주장하였다. 그리고, 만일 신이 인종간의 위계를 만들었다면 그런 신과 맞서 싸우는 것이 인류의 임무라고 주장하였다.
1. ↑  “우울한 과학이 우울하지 않으려면…”. 2017년 11월 12일. 2023년 3월 14일에 확인함.